# Mitrobryum
Mitrobryum là một chi rêu thuộc họ Dicranaceae.

## Các loài
Chi này có các loài sau (tuy nhiên danh sách này có thể chưa đủ):
- Mitrobryum koelzii, H.Rob.